# Aghagallon
Aghagallon (Achadh Gallan in gaelico irlandese) è una cittadina dell'Irlanda del Nord, situata nella contea di Antrim.